# Amnon Lipkin-Szachak
Amnon Lipkin-Szachak (hebr.: אמנון ליפקין-שחק, ang.: Amnon Lipkin-Shahak, ur. 18 marca 1944 w Palestynie, zm. 19 grudnia 2012) – izraelski wojskowy i polityk, raw aluf (general broni), w latach 1995–1998 szef Sztabu Generalnego Sił Obronnych Izraela, w latach 1999–2001 minister turystyki, w latach 2000–2001 minister transportu, w latach 1999–2001 poseł do Knesetu z listy Partii Centrum.
W wyborach parlamentarnych w 1999 po raz pierwszy i jedyny dostał się do izraelskiego parlamentu. 8 marca 2001 zrezygnował z zasiadanie w piętnastym Knesecie, a mandat po nim objął Nehama Ronen.